# Gérgal
Gérgal ist eine spanische Gemeinde in der Comarca Valle del Almanzora der Provinz Almería in der Autonomen Gemeinschaft Andalusien. Die Bevölkerung von Gérgal bestand im Jahr 2024 aus 1.191 Einwohnern.

## Geografie
Die Gemeinde grenzt an Alboloduy, Alcóntar, Bacares, Baza, Castro de Filabres, Gádor, Nacimiento, Olula de Castro, Santa Cruz de Marchena, Santa Fe de Mondújar, Serón und Tabernas. Die Stadt liegt am Fuße der Südseite der Sierra de Los Filabres.